# Yemassee
Yemassee is een plaats (town) in de Amerikaanse staat South Carolina, en valt bestuurlijk gezien onder Beaufort County en Hampton County.

## Demografie
Bij de volkstelling in 2000 werd het aantal inwoners vastgesteld op 807.
In 2006 is het aantal inwoners door het United States Census Bureau geschat op 851, een stijging van 44 (5,5%).

## Geografie
Volgens het United States Census Bureau beslaat de plaats een oppervlakte van
11,6 km², geheel bestaande uit land. Yemassee ligt op ongeveer 5 m boven zeeniveau.

## Plaatsen in de nabije omgeving
De onderstaande figuur toont nabijgelegen plaatsen in een straal van 32 km rond Yemassee.